# 4.ª etapa del Tour de Francia 2021
La 4.ª etapa del Tour de Francia 2021 tuvo lugar el 29 de junio de 2021 entre Redon y Fougères sobre un recorrido de 150,4 km y fue ganada por el británico Mark Cavendish del equipo Deceuninck-Quick Step. El neerlandés Mathieu van der Poel mantuvo el liderato un día más.

## Clasificación de la etapa
| Redon - Fougères | etapa llana | (150,4 km) |

| \| Clasificación de la etapa \| Clasificación de la etapa \| Clasificación de la etapa \| Clasificación de la etapa \| Clasificación de la etapa \| \| Ciclista \| Ciclista \| Equipo \| Tiempo \| \| \| ------------------------- \| ------------------------- \| ---------------------------------- \| ------------------------- \| ------------------------- \| \| 1.º \| Mark Cavendish \| Deceuninck-Quick Step \| 3 h 20 min 17 s \| \| \| 2.º \| Nacer Bouhanni \| Arkéa-Samsic \| + 0 s \| \| \| 3.º \| Jasper Philipsen \| Alpecin-Fenix \| + 0 s \| \| \| 4.º \| Michael Matthews \| BikeExchange \| + 0 s \| \| \| 5.º \| Peter Sagan \| Bora-Hansgrohe \| + 0 s \| \| \| 6.º \| Cees Bol \| Team DSM \| + 0 s \| \| \| 7.º \| Christophe Laporte \| Cofidis \| + 0 s \| \| \| 8.º \| Mads Pedersen \| Trek-Segafredo \| + 0 s \| \| \| 9.º \| Boy van Poppel \| Intermarché-Wanty-Gobert Matériaux \| + 0 s \| \| \| 10.º \| André Greipel \| Israel Start-Up Nation \| + 0 s \| \| |                    |                                    |                 |
| |                    |                                    |                 |
| Fuente: ProCyclingStats |                    |                                    |                 |
| Clasificación de la etapa |                    |                                    |                 |
| Ciclista | Ciclista           | Equipo                             | Tiempo          |
| 1.º | Mark Cavendish     | Deceuninck-Quick Step              | 3 h 20 min 17 s |
| 2.º | Nacer Bouhanni     | Arkéa-Samsic                       | + 0 s           |
| 3.º | Jasper Philipsen   | Alpecin-Fenix                      | + 0 s           |
| 4.º | Michael Matthews   | BikeExchange                       | + 0 s           |
| 5.º | Peter Sagan        | Bora-Hansgrohe                     | + 0 s           |
| 6.º | Cees Bol           | Team DSM                           | + 0 s           |
| 7.º | Christophe Laporte | Cofidis                            | + 0 s           |
| 8.º | Mads Pedersen      | Trek-Segafredo                     | + 0 s           |
| 9.º | Boy van Poppel     | Intermarché-Wanty-Gobert Matériaux | + 0 s           |
| 10.º | André Greipel      | Israel Start-Up Nation             | + 0 s           |

## Clasificaciones al final de la etapa

### Clasificación general(Maillot Jaune)
| \| Clasificación general \| Clasificación general \| Clasificación general \| Clasificación general \| Clasificación general \| \| Ciclista \| Ciclista \| Equipo \| Tiempo \| \| \| --------------------- \| --------------------- \| --------------------- \| --------------------- \| --------------------- \| \| 1.º \| Mathieu van der Poel \| Alpecin-Fenix \| 16 h 19 min 10 s \| \| \| 2.º \| Julian Alaphilippe \| Deceuninck-Quick Step \| + 8 s \| \| \| 3.º \| Richard Carapaz \| Ineos Grenadiers \| + 31 s \| \| \| 4.º \| Wout van Aert \| Jumbo-Visma \| + 31 s \| \| \| 5.º \| Wilco Kelderman \| Bora-Hansgrohe \| + 38 s \| \| \| 6.º \| Tadej Pogačar \| UAE Team Emirates \| + 39 s \| \| \| 7.º \| Enric Mas \| Movistar Team \| + 40 s \| \| \| 8.º \| Nairo Quintana \| Arkéa-Samsic \| + 40 s \| \| \| 9.º \| Pierre Latour \| TotalEnergies \| + 45 s \| \| \| 10.º \| David Gaudu \| Groupama-FDJ \| + 52 s \| \| |                      |                       |                  |
| |                      |                       |                  |
| Fuente: ProCyclingStats |                      |                       |                  |
| Clasificación general |                      |                       |                  |
| Ciclista | Ciclista             | Equipo                | Tiempo           |
| 1.º | Mathieu van der Poel | Alpecin-Fenix         | 16 h 19 min 10 s |
| 2.º | Julian Alaphilippe   | Deceuninck-Quick Step | + 8 s            |
| 3.º | Richard Carapaz      | Ineos Grenadiers      | + 31 s           |
| 4.º | Wout van Aert        | Jumbo-Visma           | + 31 s           |
| 5.º | Wilco Kelderman      | Bora-Hansgrohe        | + 38 s           |
| 6.º | Tadej Pogačar        | UAE Team Emirates     | + 39 s           |
| 7.º | Enric Mas            | Movistar Team         | + 40 s           |
| 8.º | Nairo Quintana       | Arkéa-Samsic          | + 40 s           |
| 9.º | Pierre Latour        | TotalEnergies         | + 45 s           |
| 10.º | David Gaudu          | Groupama-FDJ          | + 52 s           |

### Clasificación por puntos(Maillot Vert)
| Clasificación por puntos | Clasificación por puntos | Clasificación por puntos | Clasificación por puntos | Clasificación por puntos |
| Ciclista                 | Ciclista                 | Equipo                   | Puntos                   |                          |
| ------------------------ | ------------------------ | ------------------------ | ------------------------ | ------------------------ |
| 1.º                      | Mark Cavendish           | Deceuninck-Quick Step    | 89 pts                   |                          |
| 2.º                      | Julian Alaphilippe       | Deceuninck-Quick Step    | 82 pts                   |                          |
| 3.º                      | Michael Matthews         | BikeExchange             | 78 pts                   |                          |
| 4.º                      | Nacer Bouhanni           | Arkéa-Samsic             | 74 pts                   |                          |
| 5.º                      | Mathieu van der Poel     | Alpecin-Fenix            | 67 pts                   |                          |
| 6.º                      | Jasper Philipsen         | Alpecin-Fenix            | 61 pts                   |                          |
| 7.º                      | Tim Merlier              | Alpecin-Fenix            | 50 pts                   |                          |
| 8.º                      | Peter Sagan              | Bora-Hansgrohe           | 48 pts                   |                          |
| 9.º                      | Sonny Colbrelli          | Bahrain Victorious       | 45 pts                   |                          |
| 10.º                     | Tadej Pogačar            | UAE Team Emirates        | 44 pts                   |                          |

### Clasificación de la montaña(Maillot à Pois Rouges)
| Clasificación de la montaña | Clasificación de la montaña | Clasificación de la montaña        | Clasificación de la montaña | Clasificación de la montaña |
| Ciclista                    | Ciclista                    | Equipo                             | Puntos                      |                             |
| --------------------------- | --------------------------- | ---------------------------------- | --------------------------- | --------------------------- |
| 1.º                         | Ide Schelling               | Bora-Hansgrohe                     | 5 pts                       |                             |
| 2.º                         | Mathieu van der Poel        | Alpecin-Fenix                      | 4 pts                       |                             |
| 3.º                         | Anthony Perez               | Cofidis                            | 3 pts                       |                             |
| 4.º                         | Julian Alaphilippe          | Deceuninck-Quick Step              | 2 pts                       |                             |
| 5.º                         | Edward Theuns               | Trek-Segafredo                     | 2 pts                       |                             |
| 6.º                         | Tadej Pogačar               | UAE Team Emirates                  | 2 pts                       |                             |
| 7.º                         | Victor Campenaerts          | Qhubeka NextHash                   | 1 pt                        |                             |
| 8.º                         | Jelle Wallays               | Cofidis                            | 1 pt                        |                             |
| 9.º                         | Danny van Poppel            | Intermarché-Wanty-Gobert Matériaux | 1 pt                        |                             |
| 10.º                        | Michael Matthews            | BikeExchange                       | 1 pt                        |                             |

### Clasificación del mejor joven(Maillot Blanc)
| Clasificación del mejor joven | Clasificación del mejor joven | Clasificación del mejor joven | Clasificación del mejor joven | Clasificación del mejor joven |
| Ciclista                      | Ciclista                      | Equipo                        | Tiempo                        |                               |
| ----------------------------- | ----------------------------- | ----------------------------- | ----------------------------- | ----------------------------- |
| 1.º                           | Tadej Pogačar                 | UAE Team Emirates             | 16 h 19 min 49 s              |                               |
| 2.º                           | David Gaudu                   | Groupama-FDJ                  | + 13 s                        |                               |
| 3.º                           | Sergio Higuita                | EF Education-Nippo            | + 13 s                        |                               |
| 4.º                           | Lucas Hamilton                | BikeExchange                  | + 1 min 03 s                  |                               |
| 5.º                           | Jonas Vingegaard              | Jumbo-Visma                   | + 1 min 08 s                  |                               |
| 6.º                           | Aurélien Paret-Peintre        | AG2R Citroën Team             | + 2 min 36 s                  |                               |
| 7.º                           | Stefan de Bod                 | Astana-Premier Tech           | + 4 min 54 s                  |                               |
| 8.º                           | Neilson Powless               | EF Education-Nippo            | + 5 min 22 s                  |                               |
| 9.º                           | Mark Donovan                  | Team DSM                      | + 5 min 34 s                  |                               |
| 10.º                          | Joris Nieuwenhuis             | Team DSM                      | + 7 min 18 s                  |                               |

### Clasificación por equipos(Classement par Équipe)
| Clasificación por equipos | Clasificación por equipos | Clasificación por equipos | Clasificación por equipos |
| Equipo                    | Equipo                    | Tiempo                    |                           |
| ------------------------- | ------------------------- | ------------------------- | ------------------------- |
| 1.º                       | Bahrain Victorious        | 49 h 00 min 00 s          |                           |
| 2.º                       | Jumbo-Visma               | + 1 min 33 s              |                           |
| 3.º                       | Trek-Segafredo            | + 1 min 43 s              |                           |
| 4.º                       | Astana-Premier Tech       | + 1 min 59 s              |                           |
| 5.º                       | EF Education-Nippo        | + 2 min 02 s              |                           |
| 6.º                       | Team BikeExchange         | + 2 min 20 s              |                           |
| 7.º                       | Ineos Grenadiers          | + 2 min 42 s              |                           |
| 8.º                       | Deceuninck-Quick Step     | + 3 min 56 s              |                           |
| 9.º                       | Movistar Team             | + 4 min 26 s              |                           |
| 10.º                      | Bora-Hansgrohe            | + 6 min 46 s              |                           |

## Abandonos
Caleb Ewan no tomó la salida tras fracturarse la clavícula en la llegada de la etapa anterior.